# Виршій-Міч
Виршій-Міч (рум. Vârșii Mici) — село у повіті Алба в Румунії. Входить до складу комуни Бістра.
Село розташоване на відстані 315 км на північний захід від Бухареста, 46 км на північний захід від Алба-Юлії, 60 км на південний захід від Клуж-Напоки.

## Населення
За даними перепису населення 2002 року у селі проживали 68 осіб, усі — румуни. Усі жителі села рідною мовою назвали румунську.